# Mali Vărbovnik, Kiustendil
Mali Vărbovnik (în bulgară Мали Върбовник) este un sat în comuna Bobov Dol, regiunea Kiustendil,  Bulgaria. 

## Demografie
Componența etnică a satului Mali Vărbovnik
     Bulgari (93,51%)
     Romi (6,48%)
     Nicio identificare (0%)
     Altele (0%)
La recensământul din 2011, populația satului Mali Vărbovnik era de 108 locuitori. Din punct de vedere etnic, majoritatea locuitorilor (93,51%) erau bulgari, cu o minoritate de romi (6,48%). Pentru 0% din locuitori nu este cunoscută apartenența etnică.